# سیمونا پاپ
سیمونا پاپ (انگلیسی: Simona Pop؛ زادهٔ ۲۵ دسامبر ۱۹۸۸) یک شمشیرباز اهل رومانی است.
از افتخارات وی میتوان به کسب مدال طلا اپه تیمی در بازی‌های المپیک تابستانی ۲۰۱۶ اشاره کرد.